# Marcha Radetzky

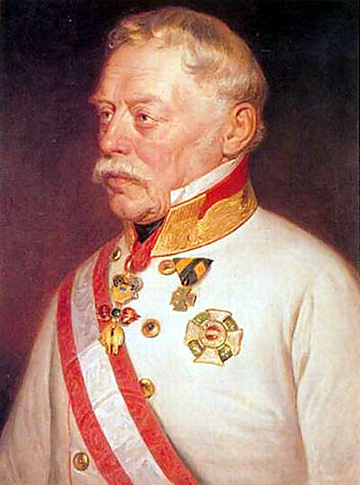
Joseph Radetzky von Radetz, militar del Imperio Austriaco que dio nombre a esta popular marcha

La Marcha Radetzky es una composición orquestal de Johann Strauss (padre), escrita en el año 1848. 
Fue compuesta en honor al mariscal de campo austríaco conde Joseph Wenzel Radetzky, que mediante una serie de victorias salvó el poderío militar de Austria en el norte de Italia durante la revolución de 1848-49.
La marcha alcanzó gran popularidad como expresión del nacionalismo austríaco. Pero cuando después de un tiempo Radetzky tomó parte en la represión del movimiento revolucionario en Austria, la marcha llegó a ser considerada como un símbolo reaccionario.

## Origen
Strauss ya había utilizado el tema en su Jubel-Quadrille, op. 130; el ritmo tiene un parecido considerable con el segundo tema del Allegro en la Sinfonía n.º 100 de Joseph Haydn compuesta en 1794.
Para el trío, Strauss usó una melodía popular más antigua llamada Alter Tanz aus Wien o Tinerl-Lied, que originalmente estaba en compás de 3/4. Cuando Radetzky regresó a Viena después de ganar la batalla de Custoza (1848), sus soldados cantaban la canción popular en ese momento. Supuestamente, Strauss escuchó este canto e incorporó la melodía, convertida a 2/4 de tiempo, en la Marcha Radetzky.

## Recepción
Junto al vals de Johann Strauss (hijo) El Danubio azul y al tema de Rainhard Fendrich titulado I am from Austria, la Marcha Radetzky sigue siendo considerada como uno de los himnos oficiales de Austria.
En la actualidad, la marcha está asociada a los partidos de la Selección de fútbol de Austria y es costumbre interpretarla de forma previa al comienzo de cada encuentro.
Es costumbre que la Marcha Radetzky sea la pieza de cierre del Concierto de Año Nuevo de Viena, hecho muy conocido debido a las numerosas retransmisiones internacionales del evento. Dentro de esta costumbre, se espera que el público asistente al concierto marque con palmadas el ritmo durante algunos compases. También es costumbre que la personalidad encargada de dirigir el concierto —algunas de la talla de Herbert von Karajan, Zubin Mehta o Daniel Barenboim— se vuelva al público para «dirigirlo». Ha de señalarse que la versión que se interpreta en este concierto no coincide con la original de Strauss sino con un arreglo de Leopold Weninger para concierto, mucho más rico en su instrumentación. Durante el concierto de 2001 se pudieron apreciar ambas versiones cuando Nikolaus Harnoncourt abrió el evento dirigiendo la versión purista de la marcha y lo cerró a la manera tradicional, con la versión arreglada para concierto.
La marcha ha sido adoptada por diversas instancias militares de todo el mundo: En Prusia tan solo 2 meses después de ser compuesta fue incluida en la colección de marchas del Ejército Prusiano por órdenes del entonces rey de Prusia, Federico Guillermo IV y fue designada marcha oficial del regimiento Kaiser Franz Garde-Grenadier-Regiments Nr. 2 en Berlín. El 1st The Queen's Dragoon Guards del Reino Unido lo tiene como marcha ligera del regimiento; el Sri Lanka Armoured Corps —las fuerzas blindadas de Sri Lanka— cuyas costumbres y tradiciones se basan en las del mencionado regimiento británico, usan la Radetzky de igual modo. Asimismo la marcha llegó a Chile durante el periodo de reforma prusiana del ejército de Chile después del fin de la Guerra del pacífico y desde 1936 es la marcha de presentación oficial de la Escuela Militar del Libertador Bernardo O'Higgins del Ejército de Chile. También se emplea como marcha de desfile de la Academia Militar Mariscal Francisco Solano López de Paraguay.
Como dato anecdótico, en la película del director húngaro István Szabó El Coronel Redl se escucha esta marcha en los créditos iniciales y finales, clara referencia al Ejército Austrohúngaro, institución a la cual perteneció Alfred Redl. Esta obra dio título igualmente a la novela de Joseph Roth, La marcha Radetzky, sobre el declive del Imperio austrohúngaro
En 2020, la Filarmónica de Viena, dirigida por Andris Nelsons, decidió tocar la pieza con arreglos distintos a los de Weninger. La razón para hacerlo es que la orquesta revisa, desde 2013, sus vínculos con el nazismo, y Weninger estuvo afiliado al partido nazi y compuso numerosas obras de exaltación de esa ideología. El resultado fue una interpretación distinta, con un toque más festivo y menos marcial.